# Handbalclub Tongeren
Handbalclub Tongeren is een Belgische handbalvereniging die uitkomt in de eerste nationale (heren), de BENE-League (heren) en de regionale Limburgse competitie (dames).

## Geschiedenis
De vereniging werd opgericht in 1970 onder de naam Handbalclub Elckerlyc Tongeren. In 2006 werd de naam van de club United HC Tongeren aangenomen. Tot in 2015 hielde de club de naam. Een seizoen later werd Callant de nieuwe naamsponsor van Tongeren. Na het beëindigen van het sponsor contract met Callant speelde Tongeren onder de naam van Handbal Tongeren.

### Dames
De eerste jaren telde de club enkel een mannenploeg, de eerste vrouwenploeg werd opgericht in 1974. Door een gebrek aan een provinciale competitie in Limburg kwam de damesploeg tussen 1974 en 1977 uit in de Luikse competitie waar het elk seizoen de titel pakte. In het seizoen 1977-78 kwam de damesploeg voor het eerst uit in een Vlaamse competitie. De eerste landstitel kwam er in het seizoen 1979-80. In de jaren 80 werd nog tweemaal de landstitel en tweemaal de Beker van België binnengehaald. In het seizoen 1999-2000 kwam de damesploeg sinds lang niet meer uit in de hoogste afdeling, echter, in 2002 dwong men opnieuw de promotie naar de hoogste afdeling af. De volgende vier seizoenen kwam de damesploeg telkens uit in de eredivisie. Nadat in deze periode veel talentvolle speelsters werden weggehaald tuimelde de ploeg uit de nationale reeksen. In 2007 werd een nieuwe ploeg opgericht en ligt de nadruk op speelsters uit de eigen jeugd. In het seizoen 2012-13 komt de damesploeg uit in de regionale competitie van de provincie Limburg.

### Heren
In het seizoen 1994-95 wist de mannenploeg voor het eerste de hoogste afdeling te bereiken. De eerste landstitel werd behaald in het seizoen 2003-04, de eerste Beker van België volgde een seizoen later. In 2005 behaalde Tongeren zowel de landstitel als de Beker van België, een tweede dubbel kwam er in 2009. In totaal speelde de mannenploeg twaalfmaal Europees met als beste resultaat het behalen van de achtste finales in de EHF Cup in het seizoen 2005-06.

### Fusie
In 2022 fuseerde Tongeren met provinciegenoot Initia Hasselt uit Hasselt als Hubo Handbal.

## Erelijst

### Dames
De damesploeg werd driemaal landskampioen, tweemaal bekerwinnaar en speelde vijfmaal Europees:
| Nationaal          |    |                           |
| Landskampioenschap | 3x | 1979/80, 1981/82, 1985/86 |
| Bekerwinnaar       | 2x | 1983/84, 1984/85          |

### Heren
De herenploeg werd vijfmaal landskampioen, vijfmaal bekerwinnaar en speelde twaalfmaal Europees:
| Nationaal          |    |                                                      |
| Landskampioenschap | 6x | 2002/03, 2004/05, 2008/09, 2009/10, 2011/12, 2014/15 |
| Bekerwinnaar       | 5x | 2003/04, 2004/05, 2007/08, 2010/11, 2015/16          |

#### Beste resultaat in Europa
- EHF Cup (1/8e finale): 2005-06.

- Challenge Cup (1/4e finale): 2013-2014.

## Bekende (ex-)spelers
- Rob Beaumont
- Thierry Bernimoulin
- Nathan Bolaers
- Thomas Bolaers
- Véronique Bormans
- Christophe Bourlet
- Patrick Buzaud
- Thomas Cauwenberghs
- Jeroen De Beule
- Joris Gillé
- Colin Glesner
- Florian Glesner
- Yannick Glorieux
- Diethard Huygen
- Sverre Jansen
- Martijn Meijer
- Annelies Penders
- David Polfliet
- Arber Qerimi
- Koen Roggeman
- William Roland
- Rudi Schenk
- Vladimir Tomanović